# Andre ungdomsuddannelser i Danmark
Andre ungdomsuddannelser hører under kategorien ungdomsuddannelser, og kan påbegyndes direkte efter folkeskolens afgangseksamen i 9. klasse.
Gruppen af "andre ungdomsuddannelser" er erhvervsrettede ungdomsuddannelser og omfatter følgende to uddannelser:
- Landmand (faglært landmand) (3½ år)
- Skibsassistent (2½ år)

De to uddannelser i kategorien "andre ungdomsuddannelser" kvalificerer en til at begynde i job/lønarbejde straks efter endt uddannelse.